# Bukovac Svetojanski
Bukovac Svetojanski je vesnice v Chorvatsku v Záhřebské župě. Je součástí opčiny města Jastrebarsko, od něhož se nachází 9 km severozápadně. V roce 2011 zde žilo 85 obyvatel.
Sousedními vesnicemi jsou Belčići, Draga Svetojanska, Gorica Svetojanska a Toplice.